# Pachythone
Genre
Pachythone est un genre d'insectes lépidoptères de la famille des Riodinidae.

## Dénomination
Le nom Pachythone leur a été donné par Henry Walter Bates en 1868.

## Liste des espèces
- Pachythone analuciae Hall, Furtado & DeVries, 1999; présent au Brésil.
- Pachythone conspersa Stichel, 1926; au Pérou.
- Pachythone distigma Bates, 1868; en Amazonie.
- Pachythone erebia Bates, [1868]; présent à Trinité-et-Tobago et au Brésil.
- Pachythone gigas Godman & Salvin, 1878; présent au Costa Rica, au Nicaragua, à Panama et en Colombie.
- Pachythone lateritia Bates, 1868; présent en Guyane, à Trinité-et-Tobago et au Brésil.
- Pachythone mimula Bates, 1868; présent au Brésil.
- Pachythone palades Hewitson, [1873]; présent au Brésil.
- Pachythone pasicles Hewitson, [1873]; présent au Brésil.
- Pachythone philonis Hewitson, [1873]; présent en Colombie
- Pachythone robusta Lathy, 1932; présent au Brésil.
- Pachythone rubigo (Bates, 1868); présent au Brésil.
- Pachythone sumare Callaghan, 1999; présent au Brésil.
- Pachythone thaumaria Stichel, 1911; présent en Guyana
- Pachythone xanthe Bates, 1868; présent au Brésil.

### Source
- Pachythone sur funet